# Wesmaelius yukonensis
Wesmaelius yukonensis là một loài côn trùng trong họ Hemerobiidae thuộc bộ Neuroptera. Loài này được Klimaszewski & Kevan miêu tả năm 1987.